# کلمته فالز (اورگن)
کلمته فالز (به انگلیسی: Klamath Falls) شهری در شهرستان کلمته ایالت اورگن است و در سرشماری سال ۲۰۱۱ میلادی، ۲۰٬۸۴۰ نفر جمعیت داشته که نسبت به سال ۲۰۱۰، ۱٫۳۴ درصد رشد جمعیت داشته‌است.